# Менденица
Менденица или Бодоница је село у планинама Калидромо (што буквално значи „добар пут“), средњој Грчкој данас.
Налази се јужно од Термопила. Назив јасно указује да су ову територију насељавали Словени и вероватно је ушао у границе Прве бугарске државе у време Симеона Великог.
У близини села налазе се рушевине средњовековног замка маркиза Бодонице. 